# Kangnungi jégcsarnok
A Kangnungi jégcsarnok (강릉 아이스 아레나) egy sportlétesítmény, amelyet 2016 decemberében adtak át Kangnung városában, és amelyben a 2018-as téli olimpia korcsolya versenyeit rendezték.

## A stadionról
A jégcsarnok a Kangnungi Olimpiai Parkban található. Építési munkálatait 2014. július 17-én kezdték meg és 2016. december 14-én nyitották meg. Az épület alapterülete 32 084 m². A kapacitása 12 000 férőhely és két - egyenként 60 x 30 méter széles - jégpályával van felszerelve. 
Az épület négy emeletes, míg a földszín alatt két szint található. Környezetbarát jéghűtési rendszerrel van felszerelve, valamint rendelkezik a Koreai Köztársaság területére érvényes úgynevezett zöldkártyával is, a létesítményt a játékok után helyi rekreációs célokra használják fel. Nagysebességű kommunikációs tanúsítványt és  energiahatékonysági minősítést kapott az átadását követően.
A 2018-as téli olimpia műkorcsolya és rövidpályás gyorskorcsolya versenyeit rendezték meg itt.